# Vlad Vicol
Vlad Cristian Vicol é um matemático, que trabalha com equações diferenciais parciais (EDP), em especial com problemas de regularidade em EDP da hidrodinâmica.
Vicol estudou a partir de 2002 na Jacobs University Bremen com um bacharelado em 2005, obtendo um doutorado em matemática em 2010 na Universidade do Sul da Califórnia, orientado por Igor Kukavica, com a tese  Analyticity and Gevrey-class regularity for the Euler equations. No pós-doutorado foi em 2010 a 2012 Dickson Instructor na Universidade de Chicago com Peter Constantin. Em 2012 foi professor assistente na Universidade de Princeton e em 2018 professor associado no Instituto Courant de Ciências Matemáticas da Universidade de Nova Iorque.
Recebeu o Clay Research Award de 2019, juntamente com Tristan Buckmaster e Philip Isett.

## Publicações selecionadas
- com Camillo De Lellis, László Székelyhidi Jr., Tristan Buckmaster: Onsager's conjecture for admissible weak solutions, Communications on Pure and Applied Mathematics, Volume 72, 2019, p. 229–274,  Arxiv 2017
- com Tristan Buckmaster: Nonuniqueness of weak solutions to the Navier-Stokes equation, Annals of Mathematics, Volume 189, 2019, p. 101–144,  Arxiv
- com  Tristan Buckmaster, Maria Colombo: Wild solutions of the Navier-Stokes equations whose singular sets in time have Hausdorff dimension strictly less than 1, Arxiv 2018
- com Tristan Buckmaster: Convex integration and phenomenologies in turbulence, EMS Surveys in Mathematical Sciences, 2019, Arxiv 2019